# Maja Haderlapová
Maja Haderlapová (nepřechýleně Maja Haderlap, * 8. března 1961, Bad Eisenkappel (Železna Kapla-Bela), Korutany) je rakouská spisovatelka slovinského původu. Je autorkou velice úspěšné knihy Anděl zapomnění. Za úryvek z této knihy obdržela v roce 2011 Cenu Ingeborg Bachmannové.

## Život
Jejím prvním mateřským jazykem je slovinština, němčině jako jazyku druhému se naučila teprve ve škole. Po ukončení studia divadelní vědy a germanistiky na Vídeňské univerzitě pracovala jako univerzitní pedagožka. V letech 1992–2007 pracovala jako dramaturgyně v Klagenfurtu.

## Publikační činnost

### Přehled děl v originále (výběr)

#### Poesie
- Langer Transit: Gedichte. Göttingen: Wallstein Verlag, 2014. 88 S.

#### Romány
- Engel des Vergessens: Roman. Göttingen: Wallstein Verlag, 2011. 288 S.

### České překlady z němčiny
- Anděl zapomnění (orig. 'Engel des Vergessens: Roman'; slovinsky Angel pozabe v překladu Štefana Vevara, 2012). 1. vyd. Praha: Havran, 2016. 202 S. Překlad: Eliška Dubcová (Pozn.: Tato románová prvotina autorky, oceněné několika cenami, např. Cenou Ingeborg Bachmannovou (2011), Cenou Bruna Kreiského za politickou knihu (2011), či Rauriskou literární cenou (2012),[7] pojednává o vzdoru korutanských Slovinců proti německému wehrmachtu, či vzájemném soužití Korutanců a Slovinců. Dílo má autobiografický charakter.)[8]

### České překlady ze slovinštiny
- Místo v prostoru.[9] Brno: Host, 1998. Překlad: František Benhart a Martina Šaradínová. (Pozn.: Obsahem antologie jsou Aleš Debeljak, Alojz Ihan, Maja Haderlap, Uroš Zupan, Aleš Šteger.)
- Kanjski grad: koroška pripovedka; Káňský hrad: korutanská pověst; Kański hród: korutanska powěsć; Kański grod: korutańska powěsć; Kańsczi gard: karinckô pòwiôstka; Die Burg Wildenstein: kärntener Sage. 1. vyd. Náklad: 200 výtisků. Varnsdorf: Městská knihovna Varnsdorf, 2013. 27 S. (Pozn.: Jedná se o paralelní texty překladu slovinských pohádek v překladu českého sorabisty Radka Čermáka)[10]